# Santa Rosa de Sacco (distrito)
Santa Rosa de Sacco é um distrito do peru, departamento de Junín, localizada na província de Yauli.

## Transporte
O distrito de Santa Rosa de Sacco é servido pela seguinte rodovia:
- PE-3N, que liga o distrito de La Oroya (Região de Junín) à Puerto Vado Grande (Fronteira Equador-Peru) no distrito de Ayabaca (Região de Piura)
- PE-22, que liga o distrito de Ate (Província de Lima) à cidade de La Oroya (Região de Junín)[2][3][4]